# Chionaema malayensis
Chionaema malayensis är en fjärilsart som beskrevs av George Francis Hampson 1914. Chionaema malayensis ingår i släktet Chionaema och familjen björnspinnare. Inga underarter finns listade i Catalogue of Life.

## Bildgalleri

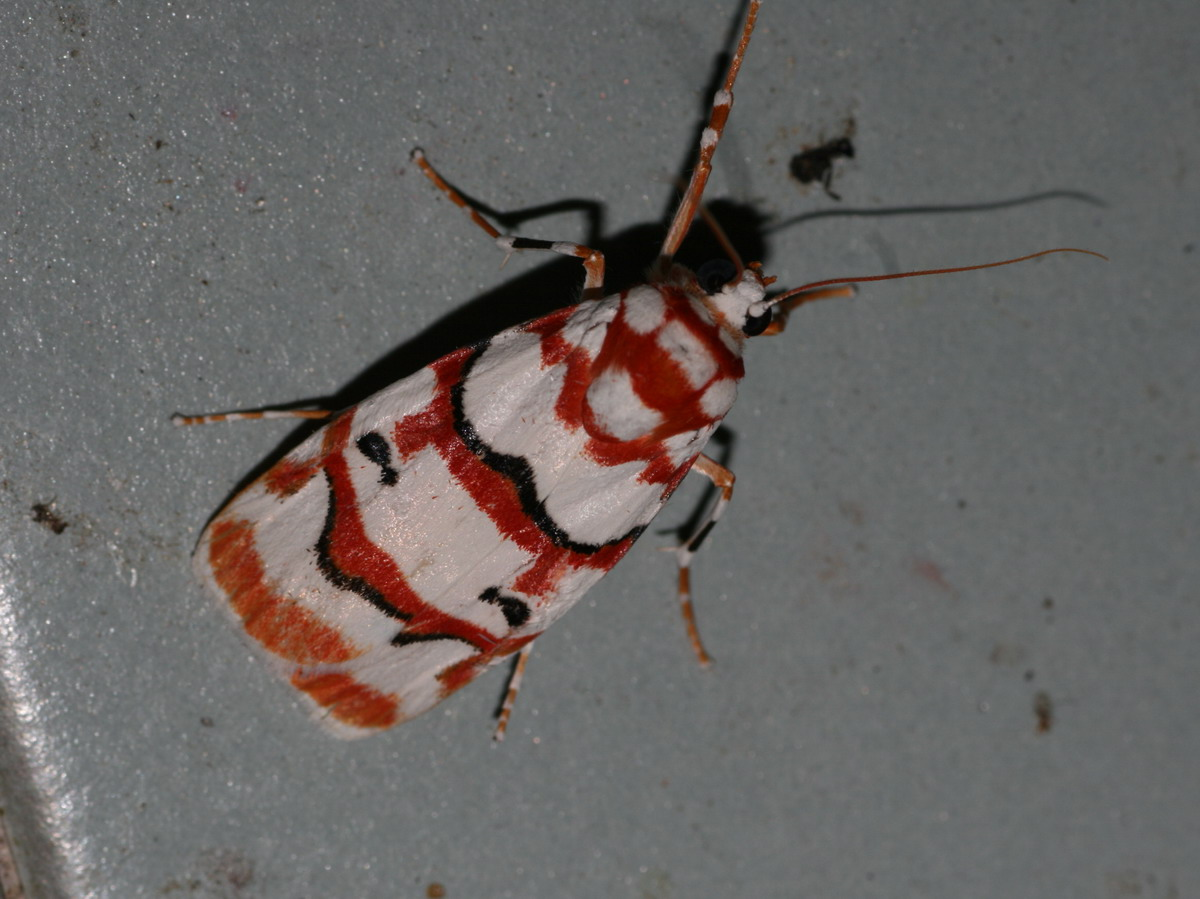
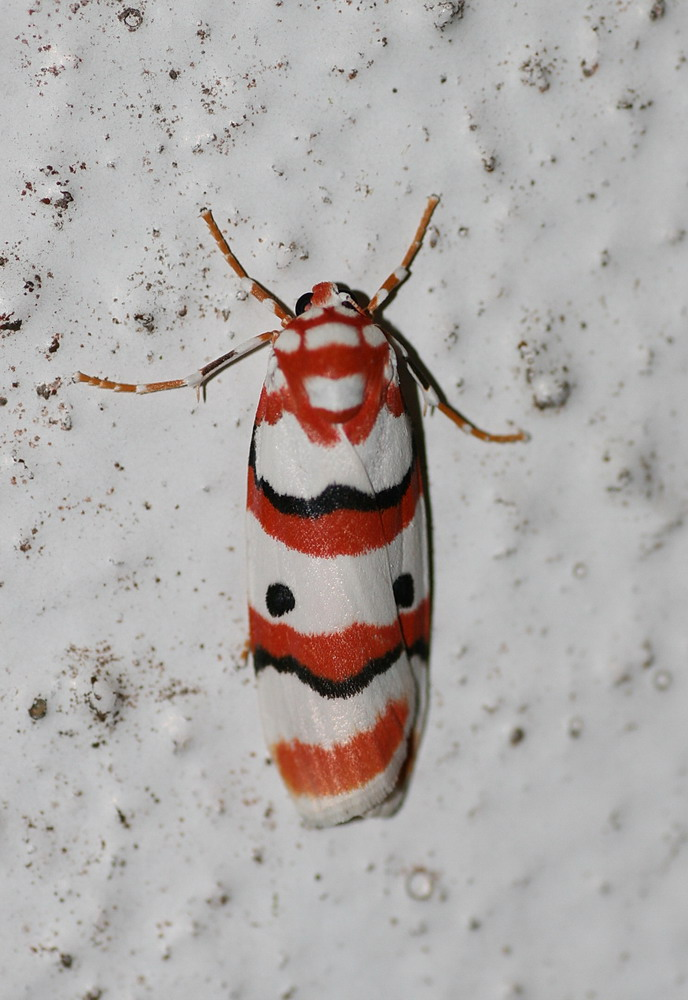
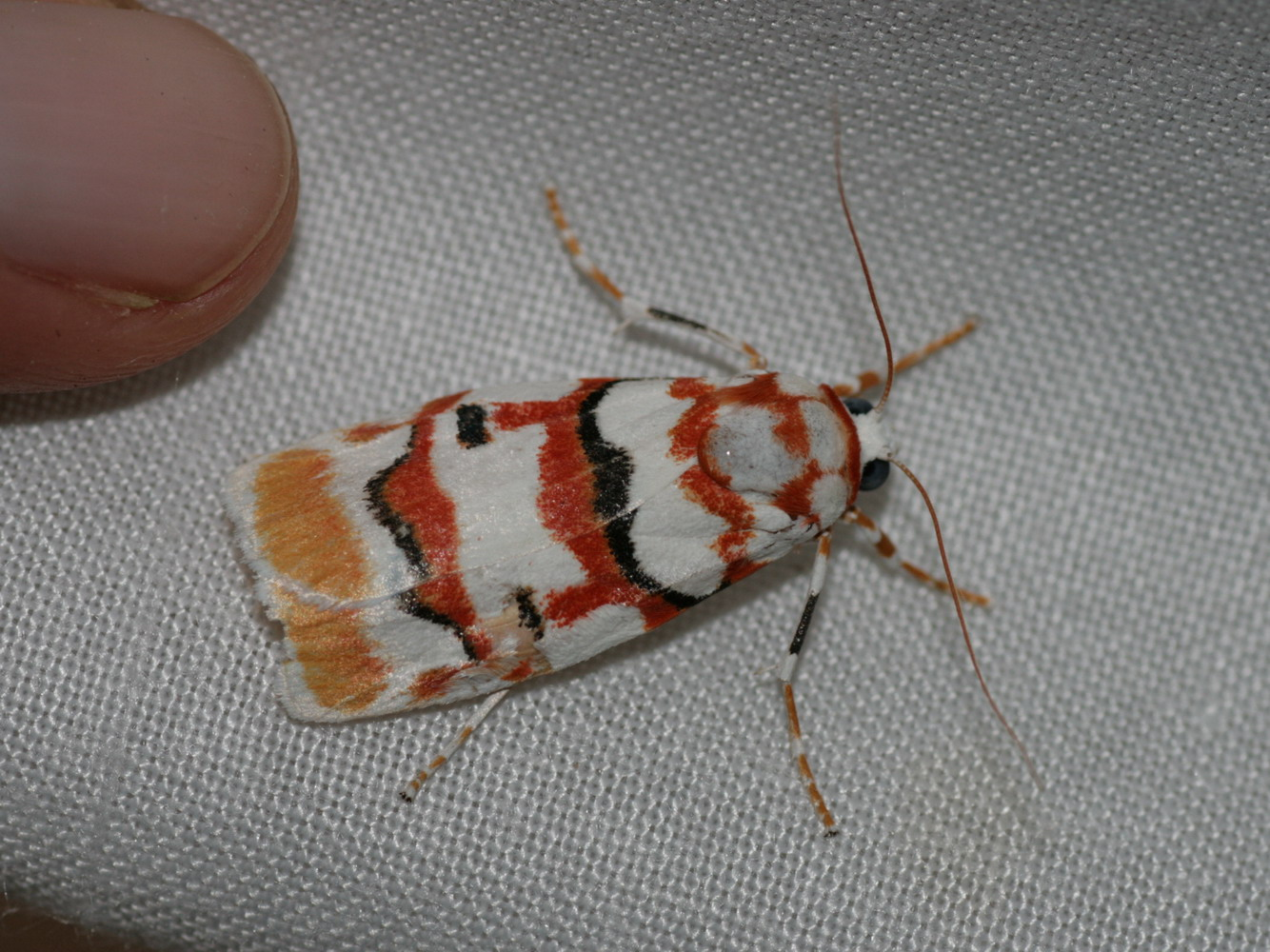